# Antonio Puente Mayor
Antonio Puente Mayor (Sevilla, 18 de octubre de 1978) es un escritor, dramaturgo y docente español, finalista del Premio Nacional de Literatura Infantil y Juvenil en 2012 por su obra Nazarenos de caramelo.

## Biografía
Antonio Puente Mayor nació en el barrio de Triana (Sevilla) el 18 de octubre de 1978. Cursó estudios de Filología Hispánica y de Literatura Española y empezó a desempeñarse como columnista en medios escritos como Diario de Sevilla, El Correo de Andalucía y la Revista Clío. Desde 2015 colabora en la cadena COPE.
Como dramaturgo, actor y director de escena, fue fundador de la compañía de teatro Artágora en 1996, formó parte del comité organizador del Festival de Teatro Clásico de Sevilla entre 2002 y 2003 y ejerció como director de la Escuela Municipal de Teatro de Burguillos hasta el año 2010. Actualmente es director artístico de la compañía teatral MAIRAMI de Alcalá del Río.
Como escritor ha publicado hasta la fecha más de treinta obras de diversos géneros (infantil y juvenil, poesía, ensayo, literatura de viajes  y novela). Su libro Nazarenos de caramelo fue uno de los finalistas del Premio Nacional de Literatura Infantil y Juvenil en 2012. En 2017 se vinculó profesionalmente como docente con la Universidad de Sevilla como parte del Máster Universitario de Escritura Creativa.
Desde 2023 dirige el Encuentro Nacional de Nuevas Voces de la Literatura LETRAS EN OFF en la Fundación Valentín de Madariaga y Oya (Sevilla) y coordina el Club de Lectura de la Librería Botica de Lectores Santa Catalina (Sevilla). En 2024 fue profesor de los Cursos de Verano de la Universidad Pablo de Olavide, y entre 2019 y 2020 dirigió las Jornadas de Literatura en Sevilla de la Fundación Caja Rural del Sur. En 2023 pronunció el Pregón de la Semana Santa de Triana, y en 2024 el Pregón de la Navidad de Sevilla. 

## Obras
- 2011 - Nazarenos de caramelo (Estampa Múltiple)
- 2012 - Cofrades de Leyenda (Estampa Múltiple)
- 2013 - La senda manuscrita (Estampa Múltiple)
- 2013 - La sombra de Bécquer (Estampa Múltiple)
- 2015 - 40 Cuentos de Semana Santa para 40 Noches de Cuaresma (Editorial BABIDI-BÚ)
- 2015 - El testamento de Santa Teresa (Algaida - Grupo Anaya)
- 2017 - La Pandilla Morada: El misterio del nazareno sin sombra (Grupo Almuzara)
- 2017 - Expo’92. Un Viaje en el Tiempo (Editorial BABIDI-BÚ)
- 2017 - El pequeño costalero (Editorial BABIDI-BÚ)
- 2017 - Guía de la España histórica, legendaria y misteriosa (Grupo Almuzara)
- 2018 - La Pandilla Morada: La maldición de San Lorenzo (Grupo Almuzara)
- 2018 - El enigma del salón Victoria (Algaida - Grupo Anaya)
- 2019 - La Pandilla Morada: El arca de las tres llaves (Grupo Almuzara)
- 2019 - Freddie Mercury. La leyenda de Queen (Gunis)
- 2019 - Madonna. La Reina del Pop (Gunis)
- 2019 - Elvis Presley. El Rey del Rock & Roll (Gunis)
- 2019 - Blas de Lezo. El Almirante Mediohombre (Gunis)
- 2019 - We Are The World. Tributo a Michael Jackson (Gunis)
- 2019 - Historia de la Giralda (Gunis)
- 2019 - Nao Victoria. La Primera Vuelta al Mundo (Gunis)[9]
- 2020 - Titanic. El buque de los sueños (Gunis)
- 2020 - De la luz al verso (Torre de Lis)
- 2021 - La niña de la calle Santa Clara (Gunis)
- 2021 - La Pandilla Morada: La cápsula del tiempo (Grupo Almuzara)
- 2021 - España Inédita. 100 lugares fascinantes que debes conocer (Grupo Planeta)
- 2021 - Rafa Nadal (Gunis)
- 2021 - La más grande (Gunis)
- 2021 - El Milagro de Empel (Gunis)
- 2022 - El pintor de los muertos (Algaida - Grupo Anaya)
- 2023 - 40 Cuentos de Semana Santa para 40 Noches de Cuaresma (Samarcanda)
- 2023 - Triana en siete latidos (Alma Mater)
- 2023 - Jesús de Nazaret. En busca de la verdad (La Esfera de los Libros)
- 2024 - El milagro que nos une (Fundación Cajasol)